# Гайнц-Якоб Нойссер
Хайнц-Якоб Нойсер (нім. Heinz-Jakob Neußer, 1960 Вюрзелен) — німецький інженер, а також менеджер і колишній член правління Volkswagen AG. Через скандал із викидами VW Нойсер був відправлений у відпустку у вересні 2015 року.

## Кар'єра
Нойсер вивчав машинобудування в Рейнсько-Вестфальському технічному університеті Аахена і отримав там докторський ступінь під керівництвом Франца Пішінгера, засновника компанії з розробки двигунів FEV GmbH. Потім він обіймав різні посади у FEV GmbH в Ахені з 1986 по 1996 рік.
У 1996 році він перейшов до Porsche AG і до 1998 року був керівником проекту з розробки двигунів. Потім був керівником розробки двигунів до 2001 року та керівником розробки трансмісії з 2001 по 2011 рік. Потім 1 жовтня 2011 року Нойсер перейшов до Volkswagen AG у Вольфсбурзі, де очолював розробку двигунів. На цій посаді він змінив Вольфганга Хаца, якого підвищили до члена правління з досліджень і розробок Porsche AG.
У 2013 році Нойсер також взяв на себе керівництво розробкою двигунів для Volkswagen Group. 1 липня 2013 року Нойсер став членом ради брендів Volkswagen AG і відповідав за підрозділ розробки. Нойсер зайняв цю посаду від Ульріха Хакенберга, який перейшов до Audi AG і змінив Вольфганга Дюрхаймера, керівника відділу розвитку.
Через аферу концерну Volkswagen з маніпуляцією вихлопом Нойсер був відправлений у відпустку у вересні 2015 року. Згідно з внутрішніми розслідуваннями, Гайнц-Якоб Нойсер, як кажуть, відкинув згадки про можливі незаконні дії з двигунами VW ще в 2011 році. На початку червня 2017 року США отримали червоне повідомлення від Інтерполу проти п'яти осіб у зв'язку зі скандалом з викидами VW. Нойсер – один із них. Тому йому загрожує арешт за межами території Німеччини та екстрадиція до Сполучених Штатів. У серпні 2018 року його та кількох інших високопоставлених менеджерів Volkswagen було звільнено без попередження, проти яких Нойсер подав до суду.